# Georg Matt (Maler)
Georg Matt (* 2. Juli 1918 in Niederdorf; † 6. November 1998 in Birsfelden) war ein Schweizer Lehrer, Maler, Glasmaler und Radierer.

## Leben und Werk

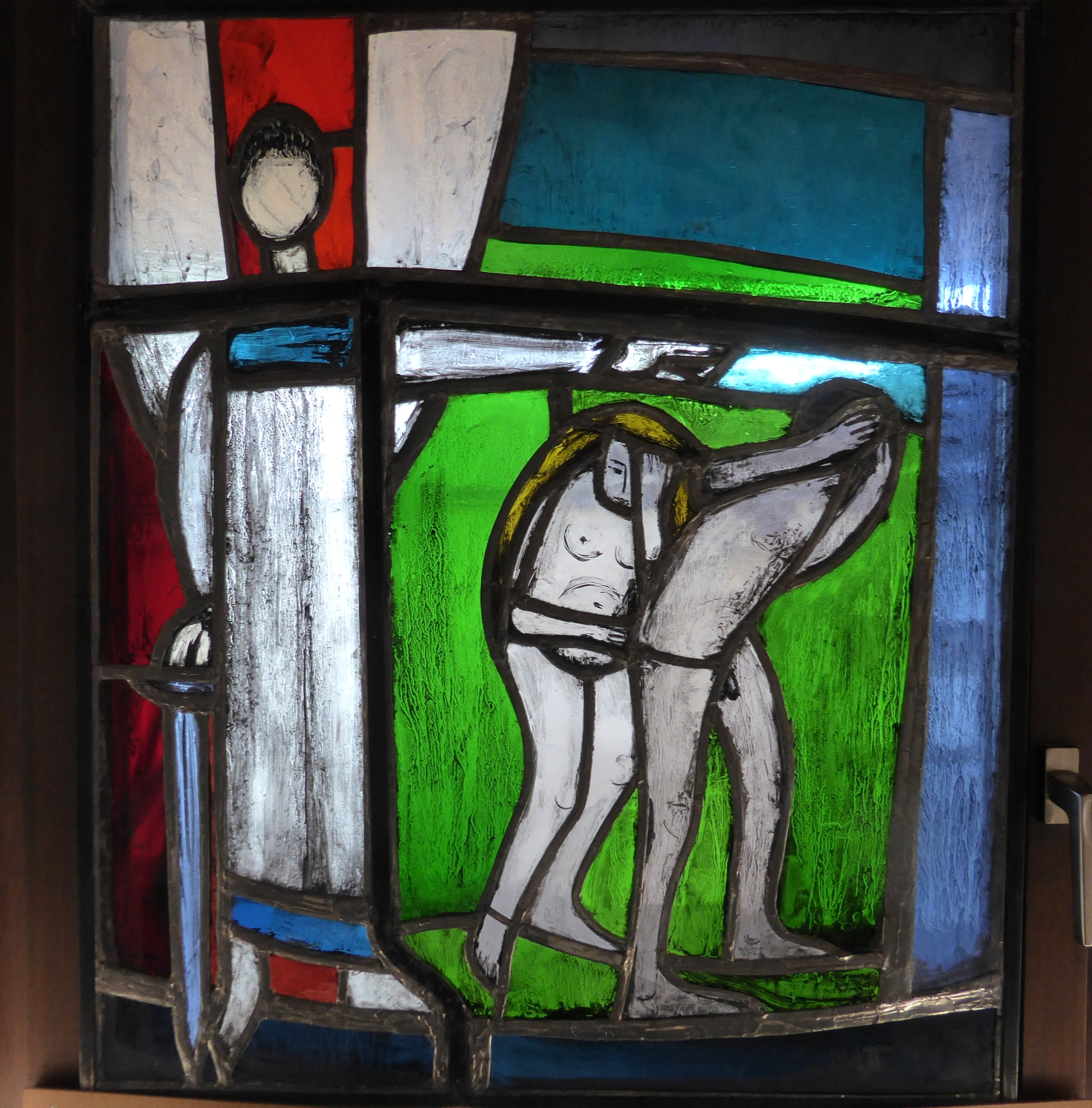
Glasmalerei im Fridolinsheim, Birsfelden.

Georg Matt absolvierte nach dem Besuch der Grundschule in Niederdorf das Lehrerseminar in Schiers, wo seine musikalischen und künstlerischen Fähigkeiten gefördert wurden. Nach dem Zweiten Weltkrieg unterrichtete Matt in Bretzwil und besuchte parallel zweimal pro Woche Kurse an der Allgemeinen Gewerbeschule Basel. Dort wurde er u. a. von Ernst Buchner, Walter Bodmer und später von Alfred Riedel und Gustav Stettler unterrichtet.
Matt wurde 1945 in Birsfelden zum Primarlehrer gewählt und war als solcher bis 1963 tätig. Matts fundierte Ausbildung als Künstler und Lehrer kam in der Folge der Realschule Muttenz zugute, wo er bis 1974 als Zeichenlehrer wirkte.
Als Matt aus dem Schuldienst ausschied, widmete er sich der Glasmalerei und setzte sich in seinen Werken mit der Musik und der Malerei auseinander. Ein wiederkehrendes Motiv in Matts Werken ist der weisse Clown, der für Unabhängigkeit steht und das künstlerisch-kreative Leben verkörpert.
Matts Glasmalereiwerke sind in verschiedenen Schulhäusern und Kirchen von Basel-Stadt und Baselland zu sehen. Seine Ölbilder sind mehrheitlich in Privatbesitz. Matt war mit der ausgebildeten Weberin und Tapisserie-Künstlerin Margarete Matt verheiratet.